# Anteros carausius
Anteros carausius är en fjärilsart som beskrevs av John Obadiah Westwood 1851. Anteros carausius ingår i släktet Anteros och familjen metallmärken, Riodinidae. Inga underarter finns listade i Catalogue of Life.

## Bildgalleri

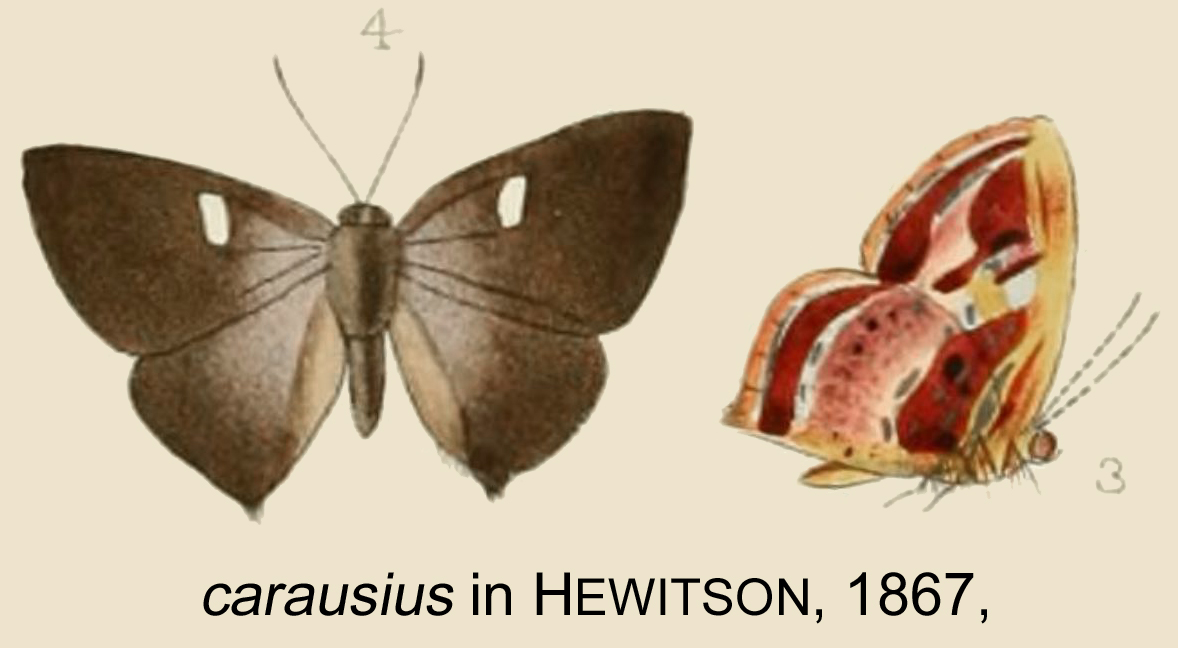